# Alfa-ketoglutaratdehydrogenaskomplexet
Alfa-ketoglutaratdehydrogenaskomplexet är ett enzymkomplex som består av tre enheter. Det ingår i citronsyracykeln och katalyserar följande omvandling:
α-ketoglutarat + NAD+ + CoA → Succinyl-CoA + CO2 + NADH

## Enheter
Ungefär som pyruvatdehydrogenaskomplexet (PDC) bildar detta enzym ett komplex som består av tre komponenter:
| Enhet | EC nummer | Namn                             | Gen  | Kofactor              |
| E1    | 1.2.4.2   | oxoglutaratdehydrogenas          | OGDH | tiaminpyrofosfat(TPP) |
| E2    | 2.3.1.61  | dihydrolipoyl succinyltransferas | DLST | liponsyra, koenzym A  |
| E3    | 1.8.1.4   | dihydrolipoyldehydrogenas        | DLD  | FAD, NAD              |

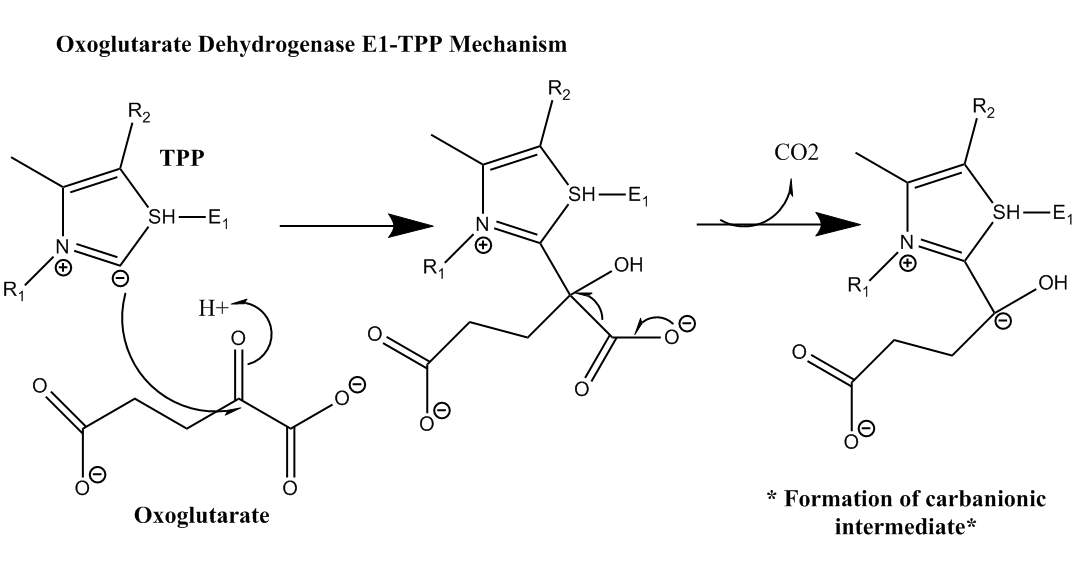
OGDH E1-TPP-mekanism innefattar bildandet av en stabiliserad karbanionmellanprodukt.

Tre klasser av dessa multienzymkomplex har karakteriserats: en specifik för pyruvat, en andra specifik för 2-oxoglutarat och en tredje specifik för grenade α-keto-syror. Oxoglutaratdehydrogenaskomplexet har samma underenhetsstruktur och använder därmed samma koenzymer som pyruvatdehydrogenaskomplexet och det grenade alfa-ketosyradehydrogenaskomplexet (TTP, CoA, lipoat, FAD och NAD). Endast E3-underenheten delas gemensamt mellan de tre enzymerna.

## Egenskaper

### Metaboliska vägar
- Citronsyracykeln (KEGG länk: MAP00020)
- Lysin degradation (KEGG länk: MAP00310)
- Tryptofan metabolism (KEGG länk: MAP00380)

### Kinetiska vägar
- KM: 0,14 ± 0,04 mM
- Vmax: 9 ± 3 μmol.min−1.mg−1

## Citronsyracykeln
Reaktionen som katalyseras av detta enzym i citronsyracykeln är:
α-ketoglutarat + NAD+ + CoA → Succinyl-CoA + CO2 + NADH
Denna reaktion fortskrider i tre steg:
ΔG°' för denna reaktion är -7,2 kcal/mol. Den energi som behövs för denna oxidation bevaras vid bildandet av en tioesterbindning av succinyl-CoA. 

## Patologi
2-Oxo-glutaratdehydrogenas är ett autoantigen som känns igen vid primär biliär cirros, en form av akut leversvikt. Dessa antikroppar verkar känna igen oxiderat protein som har resulterat från inflammatoriska immunsvar. Några av dessa inflammatoriska svar förklaras av glutenkänslighet. Andra mitokondriella autoantigen inkluderar pyruvatdehydrogenas och grenat alfa-keto-syradehydrogenaskomplex, som är antigener som känns igen av anti-mitokondriella antikroppar.
Aktiviteten hos 2-oxoglutaratdehydrogenaskomplexet minskar i många neurodegenerativa sjukdomar. Alzheimers sjukdom, Parkinsons sjukdom, Huntingtons sjukdom och progressiv supranukleär pares är alla förknippade med en ökad oxidativ stressnivå i hjärnan. Specifikt för patienter med Alzheimers sjukdom minskar aktiviteten av oxoglutaratdehydrogenas avsevärt. Detta leder till en möjlighet att den del av TCA-cykeln som är ansvarig för att orsaka uppbyggnad av fria radikaler i hjärnan hos patienter är ett felaktigt oxoglutaratdehydrogenaskomplex. Mekanismen för sjukdomsrelaterad hämning av detta enzymkomplex är fortfarande (2022) relativt okänd. 
Vid den metaboliska sjukdomen kombinerad malon- och metylmalonsyrauri (CMAMMA) som beror på ACSF3-brist, försämras mitokondriell fettsyrasyntes (mtFASII), som är en prekursorreaktion för biosyntes av liponsyra. Resultatet blir en minskad lipoyleringsgrad hos viktiga mitokondriella enzymer, såsom alfa-ketoglutaratdehydrogenaskomplexet.